# Wojciech Olszański
Wojciech Józef Olszański vel Aleksander Jabłonowski, ps. „Jaszczur” (ur. 7 lipca 1960 w Kłodzku) – polski aktywista nacjonalistyczny, happener, reżyser inscenizacji historycznych, były aktor teatralny i filmowy oraz patostreamer. Założyciel partii politycznej Rodacy Kamraci.

## Życiorys
Absolwent Państwowej Wyższej Szkoły Teatralnej im. Ludwika Solskiego w Krakowie.
W 1983 otrzymał nagrodę za rolę Bojana w Pluskwie Władimira Majakowskiego w reżyserii Jerzego Treli podczas I Ogólnopolskiego Przeglądu Spektakli Dyplomowych Szkół Teatralnych. W latach 1983–1987 pracował jako aktor w Teatrze Narodowym w Warszawie oraz wystąpił w dwóch rolach w Teatrze Telewizji. W późniejszych latach zajmował się między innymi prowadzeniem domu i wychowywaniem córki. Po 2000 zagrał kilka drugoplanowych ról między innymi w filmach Quo vadis i 1920 Bitwa warszawska. Zajmował się również organizacją rekonstrukcji historycznych.

### Aktywizm
W wyborach samorządowych w 2002 bez powodzenia ubiegał się o mandat radnego warszawskiej dzielnicy Śródmieście z listy komitetu Julii Pitery. W wywiadzie udzielonym w 2022 roku stwierdził, że trzykrotnie był uczestnikiem obozu przygotowawczego Wyższej Szkoły Oficerskiej Wojsk Zmechanizowanych, jednak ze względu na przynależność jego przodków (synów pradziadka z drugiego małżeństwa, którzy zginęli podczas II wojny światowej) Zygfryda i Wilhelma Olszańskich, odpowiednio do SS i Luftwaffe, nie przyjęto go do szkoły oficerskiej, określając jako „element niepewny”. Kilkukrotnie twierdził, że „jest byłym ZOMO-wcem i bronił PRL”.
Popularność zdobył w 2016 za sprawą występów w serwisie YouTube, używając pseudonimu Aleksander Jabłonowski. Początkowo udzielał się na kanale e-Misja TV. Następnie nawiązał stałą współpracę z Marcinem Osadowskim współtworząc kanał Niezależna Polska TV, który był subskrybowany przez ok. 100 tys. osób. W swoich wystąpieniach wielokrotnie głosił treści pełne przemocy, nienawiści i antysemityzmu. Z tego powodu m.in. kanał ten był wielokrotnie blokowany przez platformę YouTube.
Współtworzył stowarzyszenie „Narodowy Front Polski”. Był członkiem rady, ale został zawieszony za niesubordynację. Narodowy Front Polski opowiadał się za wystąpieniem Polski z Unii Europejskiej oraz wydaleniem imigrantów. Przed wyborami samorządowymi w 2018 roku poparł partię Wolni i Solidarni Kornela Morawieckiego. 1 września 2022 zapowiedział powołanie własnego ugrupowania politycznego o charakterze endeckim. Partia Rodacy Kamraci (nazwa skrócona „KAMRACI”) została w lipcu 2023 zarejestrowana przez Sąd Okręgowy w Warszawie pod nr ew. 454. 30 sierpnia 2023 PKW zarejestrowała komitet wyborczy Rodacy Kamraci w wyborach parlamentarnych 2023. Komitet nie zdołał zebrać wymaganej liczby podpisów w żadnym z okręgów.
W listopadzie 2024 Sąd Okręgowy w Warszawie zadecydował o wykreśleniu ugrupowania z ewidencji partii politycznych ze względu na niezłożenie sprawozdania finansowego za 2023.

## Poglądy

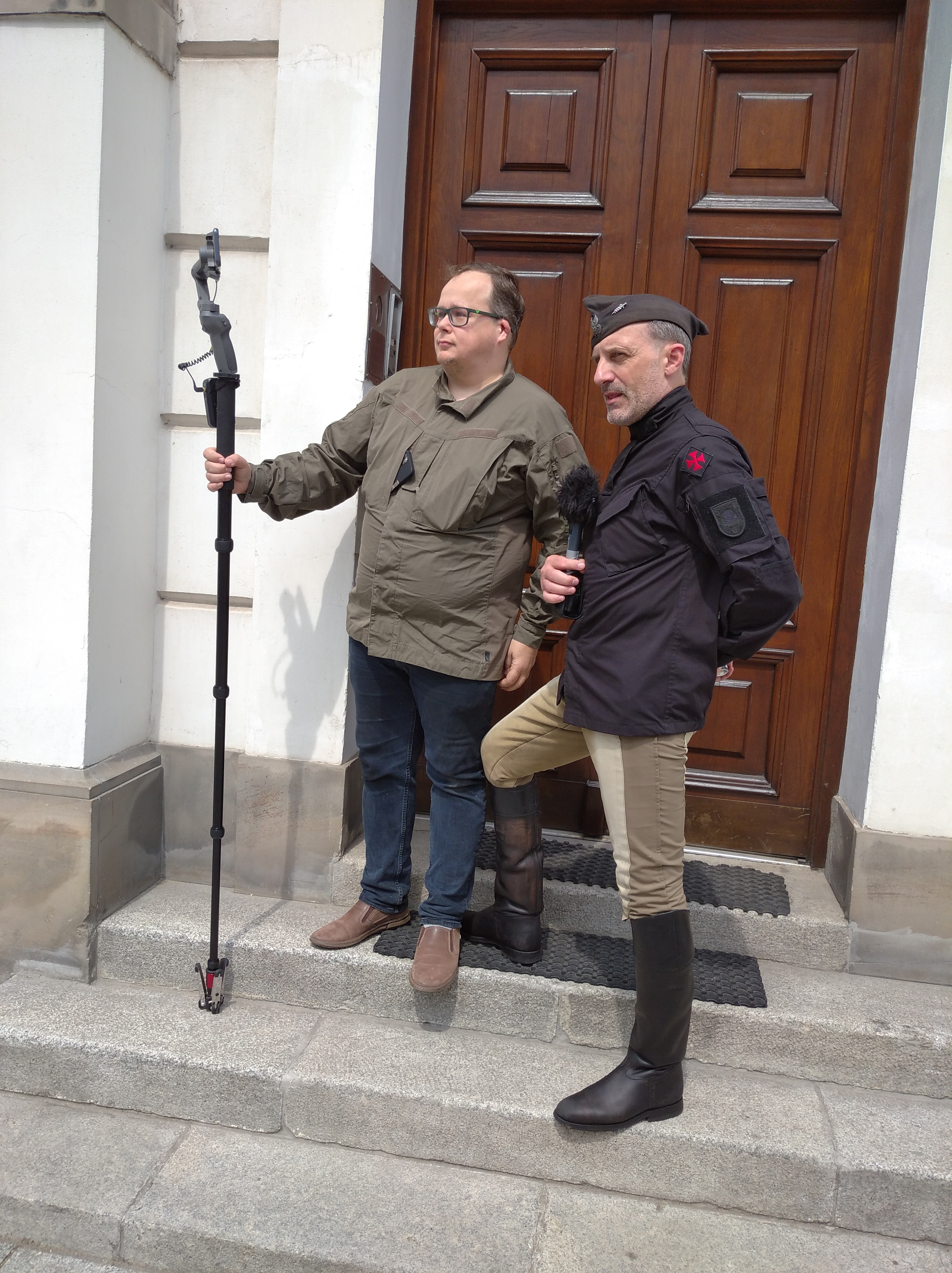
Marcin Osadowski i Wojciech Olszański w trakcie nagrywania relacji na żywo z V Międzynarodowego Marszu Wolności w Warszawie, 12 czerwca 2021

Uważa się za faszystę, nacjonalistę oraz stalinistę. Opowiada się za sojuszem z Rosją Władimira Putina oraz popiera rządy Alaksandra Łukaszenki. Głosi wbrew aktualnej wiedzy medycznej, że wirus SARS-CoV-2 nie istnieje bądź jest kontrolowany przez armię Stanów Zjednoczonych. Twierdzi, że Stany Zjednoczone są największym wrogiem Polski. Jego poglądy są antyklerykalne. W swoich programach bardzo często atakuje społeczność LGBT. Jego autorytetem jest Aleksander Walerian Jabłonowski. Pod koniec 2020 na jednym z nagrań stwierdził, że posłanka Koalicji Obywatelskiej Klaudia Jachira jest egzemplarzem do gwałcenia. W tym samym materiale Olszański wraz z Osadowskim obrażali Martę Lempart. Po wypowiedzi na temat Jachiry Ośrodek Monitorowania Zachowań Rasistowskich i Ksenofobicznych poprosił YouTube o usunięcie kanału Olszańskiego i Osadowskiego oraz zgłosił sprawę do prokuratury. Opowiada się za pełną legalizacją aborcji.
Zdaniem niektórych prawicowych działaczy, takich jak Łukasz Rempalski czy Radosław Patlewicz, poglądy głoszone przez Olszańskiego są endokomunistyczne, o czym mają świadczyć jego pochlebne opinie na temat PRL-u (twierdził, że tylko w latach 1956-1989 Polacy rządzili Polską) oraz pochwała postaci Iwana Sierowa, związanego sprawczo ze zbrodnią katyńską i uprowadzeniem szesnastu przywódców Polskiego Państwa Podziemnego. Poza Sierowem Olszański gloryfikuje również postać Bolesława Piaseckiego, polskiego nacjonalisty współpracującego po wojnie z komunistami, w tym jego działalność na polu relacji polsko-sowieckich.

## Konflikty z prawem
1 sierpnia 2017, podczas obchodów rocznicy wybuchu powstania warszawskiego, przy grobie generała Ryszarda Kuklińskiego na Cmentarzu Powązkowskim Olszański spoliczkował prezesa Stowarzyszenia Great Poland Sławomira Wróbla. Incydent został nagrany i opublikowany w Internecie przez producenta filmów w serwisie YouTube, lekarza pracującego w izbie wytrzeźwień Eugeniusza Sendeckiego. W ramach ugody sądowej w listopadzie 2019 Olszański przeprosił Wróbla za atak.
29 maja 2021 Olszański uczestniczył w zaatakowaniu gazem pieprzowym białoruskiego studenta UMK Hleba Vajkula. W Bydgoszczy Vajkul uczestniczył z grupą polskich i białoruskich przyjaciół w wiecu wsparcia dla Białorusinów prześladowanych przez rząd Białorusi. Po zakończeniu wiecu Vajkul z przyjaciółmi udali się w stronę Starego Rynku, gdzie skonfrontowali się z Jabłonowskim i jego towarzyszami. Doszło do awantury, w wyniku której Jabłonowski dwukrotnie zaatakował Vajkula gazem pieprzowym. Olszański opublikował w sieci film z zajścia.
11 listopada 2021 Wojciech Olszański, Marcin Osadowski i Piotr Rybak, z okazji święta niepodległości, zorganizowali marsz w Kaliszu. Podczas tego wydarzenia spalono tekst kopii przywileju kaliskiego oraz wykrzykiwano hasła antysemickie. 15 listopada organizatorzy marszu zostali zatrzymani przez policję.
30 listopada sąd w Kaliszu wskutek wniosku obrońcy, wypuścił Olszańskiego i Osadowskiego po zapłaceniu przez nich kaucji.
29 stycznia 2022 Olszański podczas manifestacji antyszczepionkowców w Bydgoszczy nawoływał do zabicia posłów na Sejm RP. W związku z tym poseł Platformy Obywatelskiej, Paweł Olszewski, złożył doniesienie do prokuratury. 31 stycznia Wojciech Olszański został aresztowany przez policję w Bydgoszczy. 13 maja tego samego roku Sąd Okręgowy w Bydgoszczy uchylił areszt tymczasowy oskarżonemu o grożenie śmiercią posłom i dziennikarzom Wojciechowi Olszańskiemu i zastosował wobec niego dozór policyjny. 28 sierpnia 2022 został ponownie zatrzymany przez policję, w Gospodzie Rycerskiej pod Grunwaldem, jednak dzień później wniosek prokuratury o jego aresztowanie został odrzucony przez Sąd Rejonowy w Ostródzie, acz sąd nałożył dozór policyjny na Olszańskiego.
1 listopada 2022 w czasie odbywania dozoru policyjnego został zatrzymany celem odbycia wyroku sześciu miesięcy pozbawienia wolności za nawoływanie do morderstwa Billa Gatesa. 30 sierpnia 2022 roku Sąd Rejonowy Warszawa-Mokotów wydał wyrok 2 lat ograniczenia wolności i wykonywania prac społecznych za publiczne nawoływanie do nienawiści wobec osób narodowości żydowskiej. 30 kwietnia 2023 roku Olszański wyszedł na wolność po odbyciu pierwszej kary.
23 października 2024 został prawomocnie skazany na prace społeczne za znieważenie nauczycielki.
20 maja 2025 został nieprawomocnie skazany przez Sąd Okręgowy w Toruniu na 2 lata prac społecznych, po 20 godzin miesięcznie za nawoływanie do nienawiści na tle narodowościowym wobec Ukraińców i Żydów.
4 czerwca 2025 został wraz z Marcinem Osadowskim zatrzymany przez funkcjonariuszy Policji, a następnie doprowadzono ich obu do Prokuratury Okręgowej Warszawa-Praga, gdzie Wojciech Olszański usłyszał zarzuty za popełnienie 78 czynów z lat 2015–2025. Śledztwo prowadzone przez prokuraturę uzyskało charakter zbiorczy i połączono w nim kilkanaście różnych postępowań z całej Polski. Zarzuty dotyczyły m.in. grożenia przemocą z powodów politycznych, pochwalania i zachęcania do stosowania przemocy, znieważania osób ze względu na narodowość i wiarę, wychwalania wojny Rosji przeciwko Ukrainie i pochwalania zabójstwa prezydenta Gabriela Narutowicza. 5 czerwca 2025 postanowieniem sądu obaj mężczyźni zostali tymczasowo aresztowani na 2 miesiące. 24 lipca 2025 Prokuratura Okręgowa Warszawa-Praga połączyła ze śledztwem kolejne postępowanie. 29 lipca 2025 Sąd Rejonowy dla Warszawy Pragi-Południe przedłużył areszt obu patostreamerom o kolejny miesiąc. 13 sierpnia 2025 prokuratura skierowała przeciwko nim akt oskarżenia do Sądu Okręgowego w Warszawie za czyny popełnienie w ciągu ostatnich 6 miesięcy działalności przed zatrzymaniem i obejmował łącznie 154 zarzuty (u Wojciech Olszańskiego częściowo w warunkach recydywy). A ponad 1200 zdarzeń z lat 2015-2024 wydzielono do osobnego śledztwa, które pozostało w toku.
24 lipca 2025 Sąd Apelacyjny w Gdańsku podtrzymał w całości wyrok z 5 grudnia 2024 Sądu Okręgowego w Elblągu skazujący go na łączną karę 8 miesięcy ograniczenia wolności, polegającą na obowiązku nieodpłatnej pracy społecznej w wymiarze 30 godzin miesięcznie oraz obowiązek zapłaty 2000 zł na Fundusz Pomocy Pokrzywdzonym oraz Pomocy Postpenitencjarnej (znany jako Fundusz Sprawiedliwości). Sprawa dotyczyła wypowiedzi z 27 sierpnia 2022 roku w Stębarku, w której padły groźby wobec białoruskich opozycjonistów z powodu ich przynależności politycznej, znieważenie i pomówienia dziennikarza blogera i twórcy internetowego kanału Nexta Sciapana Puciły oraz znieważenie Swiatłany Cichanouskiej.

## Ubiór
Na co dzień ubiera się w strój stylizowany na przedwojenny mundur, nosi furażerkę oraz słowiańską swastykę na ramieniu.

## Kontrowersje
Ze względu na to, że jest zawodowym aktorem, wśród jego krytyków toczy się spór, na ile prezentowane przez niego poglądy są prawdziwe. Zdaniem Rafała Pankowskiego Olszański jest popularnym, agresywnym zwolennikiem panslawizmu w ujęciu rasistowskim, co przekłada się na popieranie przez niego reżimu Łukaszenki na Białorusi.
Część środowisk narodowych (Stowarzyszenie Endecja, Marsz Niepodległości, Młodzież Wszechpolska, Narodowcy RP, Obóz Narodowo-Radykalny, Ruch Narodowy i Trzecia Droga) odcięła się od działalności Wojciecha Olszańskiego i uznała, że swoim działaniem szkodzi ruchowi nacjonalistycznemu. Krytyczne stanowisko wobec Olszańskiego wyraził również Marian Kowalski.
W wielu mediach uznawany jest za patostreamera.

## Filmografia
Źródło: filmpolski.pl
- Pięć wieczorów (spektakl telewizyjny; 1984) – Sławek
- Zapis Ojca Hermanna (spektakl telewizyjny; 1985) – Rado
- Klątwa skarbu Inków (2001)
- Quo vadis (2001) – Faon
- Quo vadis (serial; 2002) – Faon
- Łowcy skór (2003) – Piotr Biernacki, przyjaciel Marka
- 1920 Bitwa warszawska (2011) – czerwonoarmista na koniu

## Życie prywatne
Był mężem Agnieszki Fatygi. Jego pasierbicą jest aktorka, Michalina Olszańska, która publicznie odcięła się od jego działalności. Ma również dwóch biologicznych synów, z którymi nie utrzymuje kontaktu.